# Heidelberg (Schiff, 1925)
Die Heidelberg der Hamburg-Amerikanischen Packetfahrt-Actien-Gesellschaft (Hapag) war ein 1925 von der Vulcanwerft in Hamburg als Duisburg für die Deutsch-Australische Dampfschiffs-Gesellschaft (DADG) gebautes Motorschiff, das Ende 1926 durch die Fusion der beiden Reedereien an die Hapag gelangte.
Das erste Motorschiff der DADG führte seine Jungfernreise von Hamburg nach Niederländisch-Indien durch. 1927 wurde die Fahrgasteinrichtung der Duisburg von der Hapag erweitert. 1928 wurde sie mit den neu in Dienst kommenden Kombischiffen der San Francisco-Klasse zur Pazifikküste der USA und Kanadas eingesetzt und in Heidelberg umbenannt.
Bei Kriegsbeginn 1939 lief das Schiff Aruba an und wurde dort aufgelegt. 1940 versuchte die Heidelberg von dort in die Heimat zu entkommen. Sie wurde vom britischen Kreuzer Dunedin gestellt und darauf von ihrer Besatzung versenkt, um nicht in alliierte Hände zu fallen.

## Geschichte
Die Deutsch-Australische Dampfschiffs-Gesellschaft (DADG) beschaffte ab 1925 drei Motorschiffe, die größenmäßig mit etwas über 6000 BRT in etwa den zuvor beschafften großen Turbinenschiffen entsprachen. Als erstes Schiff der Klasse wurde im Mai 1925 der Frachter Duisburg von der Hamburger Vulcanwerft geliefert, die 1926 auch noch die Rendsburg lieferte. Blohm & Voss baute das Motorschiff Magdeburg, das Ende 1925 ausgeliefert wurde. Alle drei erhielten Städtenamen, die schon von Vorkriegsfrachtern der DADG geführt worden waren.
Die Duisburg entsprach in ihrer Rumpfauslegung und Ausstattung weitgehend den 1921/22 von der Werft an die DADG gelieferten Frachtern Hagen und Bochum. Allerdings hatten sie und ihr Schwesterschiff Rendsburg als einzige DADG-Schiffe ein Kreuzerheck. Der Antrieb erfolgte durch zwei 4-Takt-Dieselmotoren, die über ein hydraulisches Getriebe auf eine Schraube wirkten.

### Einsatz
Ihre erste Reise führte die Duisburg nach Niederländisch-Indien durch. Auf dieser Route verblieb sie auch nach der Übernahme der DADG durch die Hapag im November 1926. Sie bot bei der Abfahrt aus Hamburg am 22. Januar 1927 erstmals einen Passagierdienst der Hapag in diesem Fahrtgebiet an. Ihre Fahrgastkapazität wurde 1927 auf 24 Erwachsene und 13 Kinder erhöht. 1928 gehörte sie zu den Schiffen, die zur Sicherstellung der dreiwöchentlichen Abfahren im Westküstendienst der Hapag zu den nordamerikanischen Häfen zur Verstärkung der in Dienst kommenden San Francisco-Klasse herangezogen wurden. Während des Einsatzes in diesem Dienst erfolgte ihre Umbenennung in Heidelberg, da inzwischen ein neues Kombischiff für den Australien- und Ostasiendienst bei der Deutschen Werft in Bau war, das im September den Namen Duisburg erhielt.
In den 1930er Jahren wurde die Heidelberg wieder vorwiegend nach Niederländisch-Indien eingesetzt.

### Kriegsschicksal

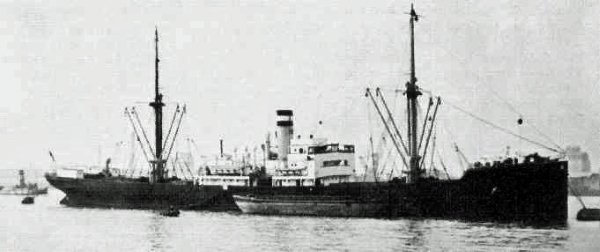
Die Troja der Hapag

Bei Kriegsbeginn 1939 lief das Schiff den niederländischen Hafen Aruba an, da Curacao schon von deutschen Schiffen überfüllt war und die niederländischen Behörden weitere Schiffe abwiesen. Sie lag dort seit dem 1. September 1939 mit den deutschen Schiffen Consul Horn (1904, 8384 BRT), Troja (1922, 2390 BRT), die schon am 31. August nach dort umgeleitet wurden, sowie der auch am 1. September eintreffenden Antilla (1939, 4363 BRT).

In der Nacht des 9. Januar 1940 gelang der Consul Horn mit einer gemischten Mannschaft der vier deutschen Schiffe der Ausbruch aus Aruba. Getarnt als sowjetischer Frachter glückte ihr die erfolgreiche Rückkehr nach Europa.

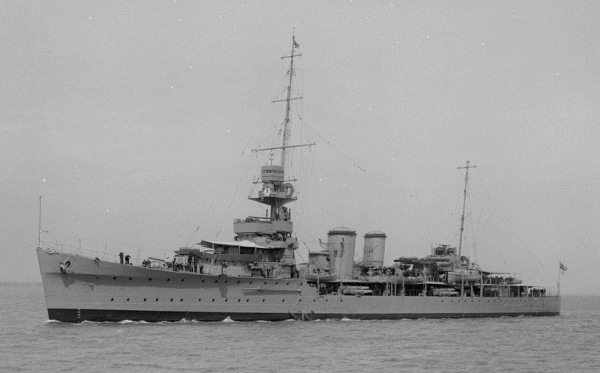
HMS Dunedin

Die verbliebenen Hapag-Schiffe Antilla, Troja und Heidelberg versuchten am 29. Februar 1940 auch den nächtlichen Ausbruch, wurden aber bald entdeckt, da die Briten wussten, das die Heidelberg Treibstoff übernommen hatte. Die Antilla brach den Fluchtversuch ab und kehrte um. Die Troja wurde schon 11 Seemeilen von Aruba vom britischen Leichten Kreuzer HMS Despatch gestellt und versenkte sich selbst.
Am 2. März entdeckte der britische Leichte Kreuzer Dunedin unter Captain C.E. Lambe die als niederländische Heemskerk getarnte Heidelberg westlich der Windward-Passage. Bevor ein britisches Enterkommando das Schiff in Besitz nehmen konnte, öffnete die deutsche Besatzung die Seeventile, legte einen Brand und verließ das sinkende und brennende Schiff mit Rettungsbooten. Die Dunedin nahm die 25 Schiffbrüchigen an Bord, schoss die Heidelberg weiter in Brand und brachte die Gefangenen nach Jamaika, wo sie mit der Besatzung der Troja interniert wurden.

## Schicksal der Motorschiffe der DADG

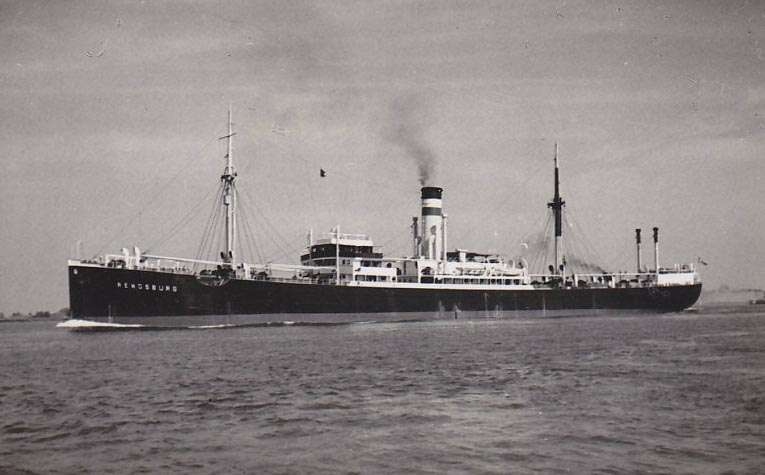
Das Schwesterschiff Rendsburg der Heidelberg

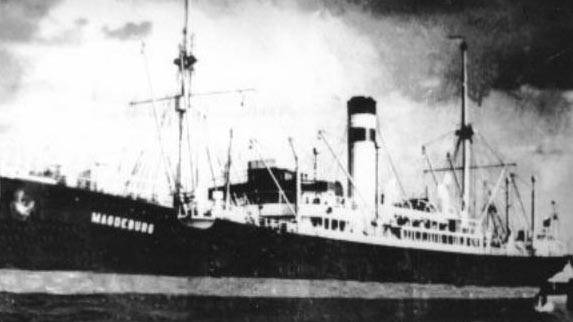
Das Motorschiff Bielefeld der Hapag

| Stapellauf in Dienst | Name                                           | Tonnage           | Werft                              | Schicksal |
| -------------------- | ---------------------------------------------- | ----------------- | ---------------------------------- | --- |
| 30.08.1925 2.02.1926 | Rendsburg (II) 1940: Toenjoek 1943: Tango Maru | 6200 BRT 9045 tdw | Vulcanwerft Hamburg BauNr. 200/639 | Schwesterschiff der Duisburg/Heidelberg, Jungfernfahrt nach Niederländisch-Indien, 1940 in Batavia beschlagnahmt, als Blockschiff 1942 in Tanjung Priok versenkt, gehoben und in japanischem Dienst, mit 3500 Gefangenen/Zwangsarbeitern an Bord am 25. Februar 1944 zwischen Java und Ambon durch das U-Boot USS Rascher (SS-269) versenkt, über 3000 Tote |
| 18.04.1925 8.12.1925 | Magdeburg (II)                                 | 6128 BRT 9230 tdw | Blohm & Voss BauNr. 104            | erstes Schiff von Blohm & Voss mit Zweitakt-Dieselmotor, Jungfernfahrt nach Niederländisch-Indien, 1940 von Kriegsmarine als Sperrbrecher VI, im August 1944 von Alliierten bei Royan versenkt |